# Softwarearchitectuur
Een softwarearchitectuur is de structuur of set van structuren van een softwaresysteem, bestaande uit software-elementen, de relaties tussen deze software-elementen en de eigenschappen van beiden. Met de term softwarearchitectuur wordt ook vaak gedoeld op een samenhangende beschrijving waarin de voornoemde structuur is gedocumenteerd.
Het documenteren van een softwarearchitectuur vergemakkelijkt het overleg met belanghebbenden (stakeholders), maakt fundamentele ontwerpbeslissingen inzichtelijk, en maakt hergebruik van elementen en patronen uit het ontwerp voor andere projecten mogelijk.
Er zijn vele definities van het begrip softwarearchitectuur in omloop, maar tot op heden is geen daarvan algemeen erkend.
De term applicatiearchitectuur wordt ook wel gebruikt als synoniem voor softwarearchitectuur, maar er zijn duidelijke verschillen. Waar een softwarearchitectuur het ontwerp van een enkele applicatie beschrijft, beschouwt een applicatiearchitectuur de samenhang tussen verschillende applicaties en informatiesystemen.
Een softwarearchitectuur verschilt van het (systeem)ontwerp: de architectuur dient als basis voor het ontwerp. De softwarearchitectuur richt zich in de regel op de externe kenmerken van een software-element. Het ontwerp gaat meestal meer in op de interne kenmerken. Een eenduidige scheidslijn tussen softwarearchitectuur en (systeem)ontwerp ontbreekt echter.